# Spirale Temporale

Il logo del set

Spirale Temporale (in inglese Time Spiral) è un'espansione del gioco di carte collezionabili Magic: l'Adunanza, edito da Wizards of the Coast. In vendita in tutto il mondo dal 6 ottobre 2006, assieme ai successivi due set Caos Dimensionale e Visione Futura forma il blocco di Spirale Temporale.

## Ambientazione
Dopo tre anni un set di Magic è nuovamente ambientato a Dominaria, il piano dimensionale al centro del multiverso che è stata l'ambientazione di millenni di storia di Magic, dall'ancestrale impero dei Thran alla guerra fra Urza e il fratello Mishra, dalle macchinazioni di Yawgmoth alle avventure dell'equipaggio della nave volante Cavalcavento. In questo piano hanno avuto luogo la maggior parte delle avventure e degli scontri dei personaggi di Magic, ma proprio per questo ormai Dominaria non è più il luogo che i giocatori ricordavano. A causa dei molti eventi catastrofici che l'hanno investita, (l'era glaciale di Terisiare, l'esplosione del Golgothian Sylex ad Argoth, il disastro dell'Accademia di Tolaria, l'invasione di Phyrexia, l'ascesa e la caduta di Karona...), Dominaria è ridotta in macerie, la vegetazione è quasi del tutto scomparsa, corrosa dalle piogge acide, e le lande desolate sferzate da tempeste di sabbia e venti salati sono costellate di antiche rovine di un glorioso passato.

## Caratteristiche
Spirale Temporale è composta da 301 carte, stampate a bordo nero, così ripartite:
- per colore: 47 bianche, 47 blu, 47 nere, 47 rosse, 47 verdi, 21 incolori, 12 multicolori, 33 terre.
- per rarità: 121 comuni, 80 non comuni, 80 rare e 20 terre base.

Oltre a queste carte "regolari", Spirale Temporale comprende anche una serie di 121 carte ristampate da set precedenti all'espansione Mirrodin. Queste carte, dette cronotraslate, si presentano con la vecchia veste grafica originale di Magic (cambiata appunto dall'uscita di Mirrodin), e fanno parte integrante dell'espansione, che quindi arriva a contare 422 carte in totale. Tutte le carte cronotraslate hanno la stessa rarità, indipendentemente dal grado di rarità che avevano nei set originari, queste carte sono dette "super rare", per indicare una frequenza ulteriormente inferiore a quella delle rare, che è indicata dal simbolo dell'espansione (una clessidra vista dal fianco) di colore viola. Le carte "normali" hanno il simbolo di espansione diviso nei tre consueti colori a seconda della rarità: nero per le comuni, argento per le non comuni, e oro per le rare.
Spirale Temporale è disponibile in bustine da 15 carte casuali, in mazzi da torneo contenenti 75 carte assortite casualmente, e in 4 mazzi tematici precostituiti da 60 carte ciascuno:
- Divertirsi coi Fungus (verde/nero)
- Crociati della Speranza (bianco)
- Frattura nella Realtà (blu/rosso)
- Evoluzione del Tramutante (verde/rosso/bianco)

Spirale Temporale fu presentata in tutto il mondo durante i tornei di prerelease il 23 settembre 2006, in quell'occasione venne distribuita una speciale carta olografica promozionale: il Fiore di Loto, che presentava un'illustrazione alternativa rispetto alla carta che si poteva trovare nelle bustine.

## Novità
(Tavalus, accolito di Korlis)
La novità più evidente di questa espansione è il fatto di contenere al proprio interno un secondo set vero e proprio: le carte cronotraslate.
In Spirale Temporale è presente un numero molto elevato di abilità diverse, alcune completamente nuove, e altre già comparse in set precedenti, alcune non ristampate da molti anni. Le nuove abilità sono:
- Sospendere: le carte con questa abilità possono essere giocate in un modo alternativo. Puoi pagare il loro costo di sospensione per rimuoverele dal gioco con un certo numero di segnalini tempo su di esse, all'inizio del turno rimuovi un segnalino tempo da ogni tua carta sospesa, e quando rimuovi l'ultimo giochi la magia senza pagare il suo costo di mana, e se è una creatura ha anche rapidità.
- Battibaleno: solitamente quando viene giocata una magia o un'abilità, questa viene messa in pila, e tutti i giocatori possono rispondere giocando a loro volta magie o abilità. Se però in pila si trova una magia con battibaleno, nessuno lo può fare. Quando la magia lascia la pila si applicano normalmente le regole.
- Lampo: questa è una parola-chiave per un'abilità che già esisteva fin dai primissimi set di Magic. Le magie con lampo possono essere giocate in qualsiasi momento si potrebbe giocare un istantaneo.

Le vecchie abilità che ritornano con Spirale Temporale sono:
- Riscatto
- Eco
- Aggirare
- Flashback
- Follia
- Metamorfosi
- Ombra
- Tempesta

Inoltre con Spirale Temporale ritorna una celebre meccanica di gioco che affonda le sue radici nella lontane espansioni del Blocco di Tempesta: i tramutanti. Tramutante è un tipo di creatura, ogni tramutante ha una sua abilità, che condivide con tutti gli altri in gioco (anche quelli dell'avversario). Quindi se ci sono ad esempio tre tramutanti in gioco, ognuno possiede l'abilità di ogni altro.